# Aphyocypris dorsohorizontalis
Aphyocypris dorsohorizontalis là một loài cá chép thuộc chi Aphyocypris, là loài bản địa của Việt Nam.